# Sleeping Dogs (Computerspiel)
Sleeping Dogs ist ein von United Front Games mit Unterstützung von Square Enix London Studios entwickeltes Action-Adventure in einer offenen Spielwelt. Es thematisiert die Undercover-Mission des Polizisten Wei Shen gegen die Triaden in Hongkong. Es kam 2012 für Windows, Xbox 360 und PlayStation 3 auf den Markt. In Deutschland erschien das Spiel in einer gewaltreduzierten Form, die internationale Fassung wurde von der Bundesprüfstelle für jugendgefährdende Medien indiziert. 2014 erschien eine überarbeitete Definitive Edition für Windows, Xbox One und PlayStation 4, 2016 auch für macOS.
Ursprünglich wurde das Spiel im Auftrag des Publishers Activision unter dem Namen True Crime: Hong Kong entwickelt und sollte damit als Nachfolger von True Crime: Streets of LA und True Crime: New York City erscheinen. 2011 wurden diese Pläne von Activision aber wieder fallen gelassen und die Finanzierung eingestellt, bis Square Enix das Projekt übernahm, aufgrund fehlender Namensrechte aber umbenennen musste.

## Handlung
Die Handlung von Sleeping Dogs spielt in der chinesischen Metropole Hongkong und erzählt vom chinesisch-amerikanischen Polizisten Wei Shen, der aus den USA in seine Heimatstadt zurückkehrt und dort im Auftrag des britischen Interpol-Superintendenten Thomas Pendrew die berüchtigte Triaden-Organisation Sun On Yee als verdeckter Ermittler infiltrieren soll. Pendrew will die gesamte Organisation zu Fall bringen und benötigt dafür einen Insider, nachdem ein vorheriger verdeckter Vermittler enttarnt und grausam hingerichtet worden ist. Er wählt Shen für diesen Job aus, da dieser zum einen gemeinsam mit einigen der Triaden-Mitglieder aufgewachsen ist und mit den lokalen Gepflogenheiten vertraut ist, zum anderen weil Shen für den Erfolg auch zu unkonventionellen Methoden bereit ist.
Nachdem Wei Shen bei einem geplatzten Drogendeal verhaftet wird, trifft er in der Gefängniszelle seinen alten Freund Jackie Ma wieder, der ihm verspricht, ihn bei Winston Chu einzuführen, dem Anführer der „Water Street Gang“ und einem Red Pole (紅棍), d. h. Leutnant der Sun On Yee. Winston führt einen Konkurrenzkampf gegen Sam „Dogeyes“ Lin und dessen Gang. Beide sind Shen noch aus Kindheitstagen bekannt. Shen teilt Winstons Hass auf Dogeyes, da dieser Shens Schwester Mimi an Drogen herangeführt hatte, was letztlich zu ihrem Tod führte. Das kriminelle Umfeld in Hong Kong veranlasste Shens Mutter auch dereinst, die Stadt in Richtung USA zu verlassen. Bereits im amerikanischen Polizeidienst fiel Shen durch seine Neigung zu überbordender Gewaltanwendung auf, fand in Thomas Pendrew jedoch einen Förderer. Mit der Rückkehr in das alte Umfeld und dem schwierigen Spagat zwischen dienstlicher Pflichterfüllung und persönlicher Verbundenheit zu den Zielpersonen, brechen sich in Shen widerstreitende Emotionen bahn. Hinzu kommen Shens persönliche Rachegefühle wegen des Todes seiner Schwester, die permanente Furcht vor dem Verlust seiner Tarnung und die psychische Belastung ob der brutalen Gewalt, die Shen während seines Einsatzes miterleben und zum Teil selbst anwenden muss. Diese Zerrissenheit bleibt auch Shens Führungsoffizier Raymond Mak nicht verborgen, der deshalb regelmäßig offen an Shens Eignung für den Einsatz zweifelt und sich nur widerstrebend Pendrews Anweisungen beugt.
Sowohl Winston als auch Dogeyes versuchen das Vertrauen des greisen Anführers der Sun On Yee, David Wa-Lin Po oder auch kurz „Onkel Po“, zu gewinnen und liegen sich deshalb in den Haaren. Nachdem Wei einen von Dogeyes‘ Drogenlieferanten zum Seitenwechsel bewegt, gewinnt die Water Street Gang immer mehr das Vertrauen von Onkel Po und Wei wird als Belohnung von Winston in die Gang aufgenommen. Winston lädt Wei auch zu seiner Hochzeit mit seiner Verlobten Peggy Li ein. Allerdings wird die Hochzeit von einem Killerkommando überfallen, Winston und Peggy werden ermordet und Onkel Po schwer verletzt. Wei bringt Onkel Po ins Krankenhaus und sucht nach dem Auftraggeber des Killerkommandos. Er spürt den Anführer der Truppe auf und bringt ihn zu Winstons Mutter, die ihn, als Rache für ihren Sohn, grausam abschlachtet. Dogeyes, der sich als Drahtzieher dieses Komplotts herausstellt, ereilt später dasselbe Schicksal.
Nach Winstons Tod versucht Henry „Big Smile“ Lee, ein weiterer Sun-On-Yee-Leutnant, die Geschäfte der Water Street Gang an sich zu reißen. Nachdem Wei sie erfolgreich verteidigt hat, trifft er „Broken Nose“ Jiang, die einzige Frau unter den Red Poles, die Lee ebenfalls nicht ausstehen kann und zu ihm in Konkurrenz steht. Durch sie werden Wei und Jackie offiziell in die Organisation aufgenommen und Wei übernimmt Winstons Position als Leutnant. Währenddessen wird Pos Neffe Howard „Two Chin“ Tsao zum temporären Anführer der Sun On Yee ernannt. Um zu verhindern, dass Lee später Anführer wird, übernimmt Wei Aufträge für dessen Geschäftspartner Sonny Wo, um hinter Lees Aktivitäten zu kommen und diesem somit zu schaden. Kurz darauf erfährt Wei, dass Onkel Po im Krankenhaus gestorben ist. Zur selben Zeit wird Jackie Ma von Pendrew entgegen Weis Forderungen verhaftet. Um ihn freizubekommen, sammelt Wei für Pendrew genug Beweise gegen Sonny Wo, um diesen festnehmen zu können. Pendrew will außerdem, dass Wei seine Undercover-Arbeit beendet und sich aus der Triade zurückzieht, da er durch Wos anstehende Festnahme die Geschäfte der Organisation als ausreichend zerschlagen bezeichnet. Wei weigert sich jedoch, da er in Big Smile Lees Versuchen der Machtübernahme eine noch größere Gefahr aufkommen sieht.
Auf Onkel Pos Beerdigung, der Wei, Jackie und die gesamte Führungsriege der Sun On Yee (mit Ausnahme von Two Chin Tsao) beiwohnen, verhaftet Pendrew wenig später Sonny Wo und überlässt die restlichen Anwesenden einem Überfallkommando der feindlichen 18k-Triade. Lee beansprucht daraufhin erneut die Führung der Organisation, doch Wei setzt durch, dass Pos Nachfolger gemäß der Tradition gewählt werden soll. Lee droht daraufhin mit Rache und schickt seine Handlanger, um Shen zu töten. Dieser verteidigt sein Territorium und rettet den entführten Jackie aus einer vergrabenen Holzkiste. Etwas später wird Wei aus seinem Versteck gelockt und findet Jackies Leiche an einem Rohr hängend. Kurz darauf wird er nahe der Leiche niedergeschlagen und zu Mr. Tong, dem Vollstrecker der Sun On Yee, gebracht. Dieser weiß von Shens wahrer Identität als Polizist und beginnt, Wei brutal zu foltern. Wei befreit sich nach einer Weile und schafft es, Tong zu töten. Als Rache für Jackies Tod gelingt es ihm schließlich, Big Smile Lee zu stellen und umzubringen, womit er den Krieg innerhalb der Organisation beendet.
Von seinem Führungsoffizier Raymond Mak erfährt Wei, dass Thomas Pendrew wegen Sonnys Verhaftung befördert werden soll. Tage später erhält Wei von Broken Nose Jiang ein Paket mit einer Videoaufnahme zugespielt. Sie zeigt, wie Pendrew Onkel Po im Krankenhaus aufsucht und tötet. Aus dem dabei geführten Gespräch der beiden lässt sich entnehmen, dass Pendrews Polizeikarriere einst von Po durch die Auslieferung einiger Triadenmitglieder unterstützt wurde. Shens Einsatz hatte für Pendrew unter anderem die Ausschaltung Pos als gefährlichen Mitwisser zum Ziel und sollte mit der Zerschlagung der Triade seine Karriere weiter befördern. Mit dieser Videoaufnahme gelingt es Wei, Pendrew zu überführen und zu verhaften. Pendrew erklärt ihm beim Verhör, dass er Wei verraten hat, da dieser den Triaden zu nahestand und deswegen an Big Smile Lee ausgeliefert werden sollte. Wei verrät, dass er die inhaftierten Triadenmitglieder über Pendrew informiert hat, was bedeutet, dass Pendrew im Gefängnis die Ermordung droht. Obwohl Broken Nose Jiang inzwischen auch weiß, dass Wei Polizist ist, lässt sie ihn am Ende in Frieden, da er sich ihr gegenüber als loyal und nützlich erwiesen hat. Dadurch kann Wei seine Arbeit als Polizist in Hongkong wieder aufnehmen.

## Spielprinzip
Sleeping Dogs ist ein Action-Adventure in einer offenen Spielwelt, d. h. das Stadtareal Hong Kong ist nach dem initialen Ladevorgang ohne weitere Ladepause frei begehbar. Das Programm simuliert dabei eine lebendig wirkende Stadt mit prozedural generiertem Verkehr, Passantenaufkommen und Alltagsereignissen wie Verkehrsunfällen oder Kleinstdiebstählen. Das Spielgebiet ist topographisch an Hong Kong Island angelehnt und unterteilt sich in die vier Bezirke Central, North Point, Aberdeen und Kennedy Town, die sich um die zentrale Erhebung des Victoria Peak gruppieren. Die Spielerfigur wird direkt aus der Verfolgerperspektive gesteuert. Der Spieler erkundet vor allem die offenen Stadtbereiche, nur wenige Gebäude sind zugänglich und werden meist im Rahmen von Missionen rund um die Hauptkampagne aufgesucht. Zur Erkundung und schnelleren Durchquerung der Spielwelt kann der Spieler Kraftfahrzeuge wie PKWs, Motorräder, LKWs und Busse, sowie Boote nutzen. Dabei kann jedes auf dem Bildschirme sichtbare Fahrzeug per Tastendruck kurzerhand gekapert und entwendet werden. Ein Schwerpunkt des Spiels ist sein Freerunning-System, mit dem die Bewegung zu Fuß inszeniert wird. Beim Sprint durch die Spielwelt kann die Spielfigur automatisiert Passanten zur Seite stoßen, sich zwischen Personen hindurchschlängeln und per rechtzeitigem Tastendruck im Parkour-Stil Hindernisse und Abgründe überspringen oder sich an Vorsprüngen hochziehen. Das Freerunning-System sorgt damit für eine actionreiche Inszenierung der regelmäßig vorkommenden Flucht- und Verfolgungssequenzen und wird bereits in der Einführung des Spiels in Form eines Tutorials ausführlich vorgestellt.
Die Erzählung wird durch einzelne Missionen vorangetrieben, die durch das Aufsuchen vorgegebener Ausgangspunkte in der Stadt gestartet werden. Sie werden mit Stilmitteln und Elementen klassischer Kriminal- und Gangstergeschichten inszeniert, etwa in Form von Schutzgelderpressung, Verfolgungsjagden mit Fahrzeugen und zu Fuß, Überfälle von und auf rivalisierende Verbrecherorganisationen, die Entführung und Hinrichtung von Personen, aber auch die Infiltration von Gebäuden zur Besorgung bestimmter Gegenstände oder zur Platzierung von Wanzen. Die Installation von Abhörgeräten, das Hacken von Kameras, das Öffnen von Schlössern und das Orten von Personen anhand ihres Handys wird dabei durch verschiedene Minispielchen versinnbildlicht. Filmische Animationssequenzen mit festen Kameraeinstellungen treiben die Erzählung inhaltlich voran. Daneben gibt es zum Szenario passende, inhaltlich deutlich kürzer gehaltene Nebenmissionen, die ähnlich, wenngleich weniger aufwändig inszeniert sind wie die Hauptkampagne. Hinzu kommen kurzweilig gestaltete Herausforderungen wie die Teilnahme an Wettrennen, Glücksspielen oder Hinterhofwettkämpfen. Für viele dieser Aufgaben erhält die Spielfigur Geld, das sie zum Erwerb von Fahrzeugen für die private Garage und von Kleidungsstücken oder (im begrenzten Maße) für Einrichtungsgegenstände zur individuellen Gestaltung der Spielfigur und ihrer Wohnunterkünfte verwenden kann. Wann sich der Spieler welcher Tätigkeit zuwendet, kann er weitreichend selbst bestimmen. Eine begrenzte Steuerung erfolgt lediglich über die Erzähllogik und das Erreichen bestimmter Zwischenziele oder neuer Fähigkeiten, durch die neue Aktionsmöglichkeiten erst freigeschaltet werden.
Das Kampfsystem bietet sowohl die Möglichkeit des Nahkampfs mit einer Mischung aus Mixed Martial Arts (MMA) und asiatischen Kampfkünsten, als auch Feuergefechte mit diversen Schusswaffentypen. Der Nahkampf gegen meist in Überzahl auftretende Gegner erlaubt dem Spieler unterschiedliche Schlag- und Trittkombos, deren fortgeschrittenere Varianten zum Teil erst durch gewisse Spielfortschritte, das Absolvieren bestimmter Missionen oder den Erwerb bestimmter Kleidungsstücke freigeschaltet werden müssen. Auch können gegnerische Attacken geblockt oder gekontert werden. Ähnlich wie in Batman: Arkham Asylum werden drohende Attacken durch optische Hervorhebung des Angreifers angedeutet und können durch rechtzeitigen Tastendruck abgewehrt werden. Es existieren verschiedene Gegnertypen, die vom Spieler unterschiedliche Herangehensweisen erfordern. Eine Besonderheit ist der Einbezug der Umgebung in die Kämpfe, die sogenannten Environmental Kills. Bestimmte Objekte wie Telefonzellen, Ventilatoren, Mülltonnen, Aquarien und Brunnen, aber auch Fleischerhaken, Kreissägen und Metallspitzen können zu einer sofortigen und durch kurze, automatisierte Animationen spektakulär inszenierten Ausschaltung des Gegners genutzt werden. Die Gegner kommen dabei mitunter brutal zu Tode, was mit zum Indizierungsbeschluss in Deutschland beitrug. Neben dem waffenlosen Kampf können Spieler wie Gegner Hieb- und Stichwaffen einsetzen. Der Spieler kann seine Gegner durch entsprechendes Kampfverhalten entwaffnen und die Objekte anschließend selbst aufnehmen.
In Feuergefechten lässt das integrierte Deckungssystem die Spielfigur auf Tastendruck hinter Wänden und anderen Hindernissen Schutz vor gegnerischem Schussfeuer suchen. Aus der Deckung heraus kann die Spielfigur blind auf Gegner schießen oder durch Vorbeugen gezielte Schüsse abgeben, bspw. um Kopftreffer zu erzielen. Einige Manöver, wie das Überspringen von Hindernissen mit dahinter befindlichen Gegnern, lösen eine Zeitlupeneffekt aus, die gezielte Attacken auf umstehende Gegner vereinfachen. Auch in Feuergefechten können die Möglichkeiten der Umgebung einbezogen werden, etwa durch gezielte Schüsse auf explosionsfähige Druckbehälter oder Fahrzeuge. Während der Auto- und Bootsfahrten kann sich die Spielfigur aus dem Fahrzeug lehnen und auf andere Fahrzeug schießen. Diese können durch den anhaltenden Beschuss zur Explosion oder mit einem Reifentreffern zum Überschlag gebracht werden, ebenso kann der Fahrer getötet werden. Ähnlich wie in den Feuergefechten löst das Ausschalten eines feindlichen Verfolgers einen Zeitlupeneffekt aus, der den Beschuss weiterer Gegner vereinfacht und bei Erfolg den Effekt verlängert. Das Programm bietet außerdem die Möglichkeit, aus dem Auto heraus andere in Bewegung befindliche Fahrzeuge zu kapern. Per Tastendruck wird eine entsprechende automatisiert ablaufende Sequenz abgespielt, in der Shen aus dem fahrenden Auto heraus auf das Dach des zu kapernden Fahrzeugs springt.
Begeht die Spielfigur abseits der Missionen eine Straftat in Gegenwart einer Polizeistreife (z. B. Diebstahl eines Autos, Tötung eines Zivilisten), löst dies einen Polizeieinsatz aus und die Spielfigur wird solange verfolgt, bis sie entweder verhaftet wurde, die Lebensenergie auf Null gesunken ist oder die Verfolger vom Spieler abgeschüttelt wurden. Wie viele Polizisten den Spieler verfolgen und welche Mittel sie dafür einsetzen, hängt von der Alarmstufe ab, die sich wiederum nach der Schwere der Straftaten richtet. Die Lebensenergie der Spielerfigur wird durch einen Lebensbalken symbolisiert. Sinkt er auf Null, geht die Spielerfigur zu Boden und kommt in einem Krankenhaus wieder zu sich, wobei ihr zur Strafe ein Teil ihres Geldes abgezogen wird. Geschieht dies in einer laufenden Mission, kehrt das Spiel dagegen oftmals ohne Konsequenzen zu einem früheren Zwischenspeicherpunkt der Mission zurück, von dem aus der Spieler einen erneuten Versuch starten kann. Durch den Verzehr von Lebensmitteln, aber auch durch geschicktes Kampfverhalten kann der Spieler Lebensenergie regenerieren. Für jede erfolgreiche Attacke und jede Tötung erhält er sogenannte Ansehenspunkte, die einen Balken ähnlich der Lebensenergie füllen. Ist der Balken voll wird eine Regenerationsphase aktiviert, in der sich der Balken wieder leert, gleichzeitig jedoch jede erfolgreiche Attacke eine begrenzte Menge an Lebensenergie wiederherstellt. Wie schnell sich der Ansehensbalken füllt, hängt vom Schwierigkeitsgrad der erfolgreich durchgeführten Attacke ab. Hierzu zählen auch Environmental Kills.
Der Spieler kann jederzeit seinen Spielfortschritt und seine Erfolge sichern, nicht jedoch seinen Aufenthaltsort innerhalb der Spielwelt oder seinen Fortschritt während einer Mission. Verlässt der Spieler das Programm, wird die Spielerfigur beim Laden des Spielstandes in die nächstgelegene Unterkunft zurückversetzt und unterbrochene Missionen müssen durch das Aufsuchen des Ausgangspunktes erneut begonnen werden.

## Entwicklung
United Front Games konzipierte das Spiel ursprünglich als eigenständigen Titel. Zunächst wurde es jedoch von Activision als Reboot der True-Crime-Reihe in Auftrag gegeben und 2009 auf den Spike Video Game Awards angekündigt. Im Vergleich zum ursprünglich kommunizierten Veröffentlichungszeitraum wurde das Spiel zweimal verschoben und auch das zugestandene Budget wurde zweimal erhöht. 2011 beschloss Activision schließlich, das Projekt einzustellen, da die Firmenleitung den Glauben an einen ausreichenden Erfolg des Titels verloren hatte. Activision-Geschäftsführer Eric Hirshberg bezeichnete den Titel als nicht gut genug, um zur Spitze der Open-World-Action-Adventures zu gehören und mit Vergleichsprodukten wie Grand Theft Auto und Red Dead Redemption konkurrieren zu können. Da Activision für seine Ziele keine ausreichend große Käuferschaft sah, wurde daher der Abbruch der Finanzierung beschlossen. Zu diesem Zeitpunkt waren nach Angaben des Entwicklers bereits sämtliche Inhalte integriert und das Programm von Anfang bis Ende spielbar. Durch den Abbruch musste United Front Games Mitarbeiter entlassen. Im August 2011 übernahm der japanische Publisher Square Enix das Projekt ohne die Namensrechte an der Marke True Crime und unterstütze die Entwicklung über die Einbindung der Square Enix London Studios. Das Spiel wurde im Februar 2012 in Form eines von Goldtooth Creative konzipierten Live Action Trailers mit echten Schauspielern unter seinem finalen Titel erneut angekündigt. Square Enix’ Nordamerika-Chef Mike Fischer zeigte sich in einem Interview im Mai 2012 von der Qualität und den Erfolgsaussichten des Titels überzeugt und bezeichnete Sleeping Dogs als „Rohdiamanten“, dessen Aufgabe durch Activision er als „verrückt“ und nicht nachvollziehbar bezeichnete.
Um sich von der Konkurrenz abzuheben, baute United Front Games auf drei Säulen auf: das unverbrauchte Szenario, die Erzählung um einen verdeckten Ermittler und seine innere Zerrissenheit während des Einsatzes sowie das Freerunning-System, mit dem sich der Protagonist zu Fuß durch die Spielwelt bewegt. Als Vorbild für die Triade Sun On Yee diente die real existierende Triade Sun Yee On (新義安) aus Hongkong, die rivalisierende Triade 18K leitet sich von der 14K-Triade (十四K) ab. Square Enix kooperierte bei der Entwicklung und Vermarktung außerdem mit dem Kampfsportler Georges St-Pierre (GSP). Das als Vorbesteller-Bonus verteilte GSP-Paket beinhaltet mehrere thematisch gestaltete Kleidungsstücke und eine zusätzliche Kampfbewegung, ein Monat vor Veröffentlichung des Spiels erschien zudem ein Werbetrailer mit Georges St-Pierre, der das Kampfsystem thematisiert. Das Covermotiv der Spieleverpackung wurde von Tyler Stout gestaltet. Es sollte sich bewusst an einem filmischen Stil orientieren und den Zwiespalt zwischen Wei Shens Polizistentätigkeit und seiner Rolle in der Triade zum Ausdruck bringen.
Bereits die ursprüngliche PC-Version kam im Vergleich zu den Konsolen mit einigen zusätzlichen technischen und grafischen Verbesserungen auf den Markt. So bot die PC-Fassung Unterstützung für die Grafikschnittstelle DirectX 11 mit verbessertem Ambient Occlusion und konnte auf Wunsch mit einem Paket hochauflösenderer Texturen optisch aufgewertet werden. Dazu erhielt der Spieler detailliertere Einstellungs- und Auswahlmöglichkeiten zur Schattendarstellung, der Bewegungsunschärfe und den Umgebungsschatten (Screen Space Ambient Occlusion), Super Sample Anti-Aliasing, Soft Particles sowie Contact Hardening Shadows (Objekte werfen zunächst einen sehr harten Schatten, der mit zusätzlicher Entfernung immer weicher dargestellt wird). Unterstützt wurden zudem die Multi-Monitor-Techniken von Nvidia und AMD, 3D Vision, SLI- und Crossfire-Systeme sowie Quad-Core-Prozessoren.

## Synchronisation
Das Spiel wurde ausschließlich in englischer Sprachfassung veröffentlicht. Die deutschsprachigen Versionen sind mit deutschen Untertiteln versehen.
| Rolle                    | Sprecher         | Beschreibung                                  |
| ------------------------ | ---------------- | --------------------------------------------- |
| Wei Shen                 | Will Yun Lee     | Protagonist                                   |
| Thomas Pendrew           | Tom Wilkinson    | Wei Shens Vorgesetzter                        |
| Raymond Mak              | Byron Mann       | Wei Shens Führungsoffizier                    |
| Jane Teng                | Kelly Hu         | Polizei-Inspektor                             |
| Jackie Ma                | Edison Chen      | Triadenmitglied und Jugendfreund von Wei Shen |
| Winston Chu              | Parry Shen       | Leutnant der Sun On Yee                       |
| Conroy Wu                | Robin Shou       | Vertrauter von Winston Chu                    |
| David Wai-Lin „Uncle“ Po | James Hong       | Kopf der Sun On Yee                           |
| Sam „Dogeyes“ Lin        | Ron Yuan         | Leutnant der Sun On Yee                       |
| „Broken Nose“ Jiang      | Elizabeth Sung   | Leutnant der Sun On Yee                       |
| Howard „Two Chin“ Tsao   | Conan Lee        | Leutnant der Sun On Yee                       |
| Henry „Big Smile“ Lee    | Tzi Ma           | Leutnant der Sun On Yee                       |
| Sonny Wo                 | Chin Han         | Geschäftspartner der Sun On Yee               |
| Ricky Wong               | Ian Anthony Dale | Verbindungsmann zu Sonny Wo                   |
| Amanda Cartwright        | Emma Stone       | Liebesaffäre von Wei Shen                     |
| Tiffany Kim              | Kim Yunjin       | Liebesaffäre von Wei Shen                     |
| Not Ping                 | Celina Jade      | Liebesaffäre von Wei Shen                     |
| Ilyana                   | Megan Goldsmith  | Liebesaffäre von Wei Shen                     |
| Sandra                   | Steph Song       | Liebesaffäre von Wei Shen                     |
| Vivienne Lu              | Lucy Liu         | Filmstar                                      |

## Veröffentlichung
Das Spiel wurde am 14. August 2012 in Nordamerika, am 16. August in Australien und am 17. August in Europa veröffentlicht. Der Release in Japan erfolgte am 27. September 2012 unter dem Namen Sleeping Dogs: Hong Kong Secret Police. In Deutschland wurde der Release wegen Problemen mit der Freigabe durch die USK kurzfristig auf unbestimmte Zeit verschoben. Die ungeschnittene Originalfassung des Spiels wurde von der Bundesprüfstelle für jugendgefährdende Medien zunächst auf Liste B indiziert. Nachdem das Verwaltungsgericht Köln jedoch keinen Verstoß gegen das Strafgesetz sah, wurde der Titel in Listenteil A verschoben, der lediglich das Bewerben, die öffentliche Zurschaustellung und den Verkauf an Minderjährige verbietet. Eine gekürzte USK-Version wurde am 8. November 2012 in Deutschland veröffentlicht. Ihr fehlen hauptsächlich einige Environmental-Kills, also Möglichkeiten die Gegner durch Interaktion mit Elementen der Spielwelt auszuschalten. Die USK-Version wurde, im Gegensatz zur internationalen Fassung, nur begrenzt vom Publisher unterstützt und enthält deswegen noch viele Bugs und Probleme, die in der internationalen Version behoben wurden.
Square Enix veröffentlichte mehr als 30 Downloaderweiterungen (DLC), darunter vor allem mehrere kleinere Pakete mit neuen Fahrzeugen und Rennen, Kleidungsstücken, Missionen und Kampfanimationen. Daneben erschienen auch drei größere Erweiterungen mit neuen Handlungssträngen. Das im Oktober 2012 veröffentlichte Nightmare in North Point baut seine Handlung auf chinesischer Mythologie auf und schickt Wei Shen in den Kampf gegen Vampire (Jiang Shi) und Dämonen (Yaoguai). Sie werden angeführt von dem Rachegeist des Smiley Cat, einem ehemaligen Sun On Yee, der einst im Auftrag von Onkel Po ermordet und beinahe vollständig zu Katzenfutter verarbeitet wurde. In einer mystisch aufgeladenen Nacht kehrt Smiley Cat aus seinem Schattendasein zurück und entführt Shens Freundin Not Ping nach einem gemeinsamen Kinobesuch. Shen muss sie befreien und dabei gegen die ebenfalls wiederkehrenden Geister von Dogeyes, Johnny Ratface und Ponytail antreten. Nightmare in North Point beschränkt sich ausschließlich auf das gleichnamige Viertel und ist separat vom Hauptspiel spielbar. Das Zodiac Tournament erschien im Dezember 2012 und fügt dem Hauptspiel eine neue Insel hinzu. Dort wird ein großes, exklusives Turnier mit tödlich-brutalen Kämpfen veranstaltet, an denen Shen teilnehmen kann. Year of the Snake kam im März 2013 auf den Markt, ist ebenfalls separat zur Hauptkampagne zugänglich und spielt zeitlich nach deren Finale. Shen ist mittlerweile in den Polizeidienst zurückgekehrt, muss jedoch einfachen Streifendienst verrichten. Bei den Feiern im Vorlauf zum chinesischen Neujahrsfest und dem anbrechenden Jahr der Schlange stößt Shen zufällig auf Terroristen, die versuchen einen Sprengstoffanschlag zu verüben. Shen kann dies verhindern und deckt damit die Machenschaften einer Sekte auf, die an die nahende Apokalypse zur Jahreswende glaubt. Mit terroristischen Anschlägen wollen ihre Mitglieder das Chaos verstärken und damit gleichzeitig ihr Seelenheil für das Jenseits erlangen. Shen verfolgt die Spuren der Sekte und versucht weitere Anschläge zu verhindern.
Liste der DLCs
Vorbesteller-Boni
- Police Protection Pack
- Martial Arts Pack
- GSP Pack
- Deep Undercover Pack
- Triad Enforcer Pack
- ANZ Pack
- Japanese Presel Pack

August 2012
- High Resolution Texture Pack (nur für PC)
- Top Dog Silver Pack
- Retro Triad Pack
- Red Envelope Pack
- Top Dog Gold Pack
- High Roller Pack

Oktober 2012
- Street Racer Pack
- Tactical Soldier Pack
- Community Gift Pack
- SWAT Pack
- Valve T-Shirt Pack (nur für PC)
- Screen Legends Pack
- Ghost Pig Pack
- Nightmare in North Point

November 2012
- Square Enix Character Pack
- Dragon Master Pack (Zusammenfassung der Vorbesteller-Boni Police Protection Pack, Martial Arts Pack, GSP Pack, Deep Undercover Pack, Triad Enforcer Pack, Drunken Fist Pack)
- Gangland Style Pack

Dezember 2012
- Zodiac Tournament Pack

Januar 2013
- Movie Master Pack
- Monkey King Pack

Februar 2013
- Law Enforcer Pack
- Wheels of Fury Pack

März 2013
- Year of the Snake Pack

Im Oktober 2014 veröffentlichte Square Enix eine sogenannte Definitive Edition für Windows, Xbox One und PlayStation 4. Neben einer überarbeiteten Grafik und Audio-Wiedergabe wurden auch alle zuvor veröffentlichten Downloaderweiterungen integriert. United Front Games erhöhte die Grafikausgabe der Konsolenfassungen auf 1080p mit durchgängig 30 Bildern pro Sekunde. Die höhere Hardwareleistung der neuen Konsolengeneration ermöglichte den Einsatz weiterer Darstellungstechniken wie dynamischer Beleuchtungseffekte und volumetrischen Nebels. Die Zahl der gleichzeitig sichtbaren NPCs auf den Straßen wurde um 25 % aufgestockt, ebenso wie die Zahl der Umgebungsobjekte. Ähnlich wie bei der Downloaderweiterung für die ursprüngliche PC-Fassung wurden höher auflösende Texturen integriert und die Figurenmodelle der Hauptfiguren nochmals überarbeitet, insbesondere die Gesichter. Ebenfalls überarbeitet wurden die Physik-Engine sowie die Steuerung und das Fahrverhalten der Fahrzeuge. Wegen der Indizierung der ursprünglichen Fassung kam die Definitive Edition in Deutschland erst gar nicht auf den Markt. Am 31. März 2016 erschien Sleeping Dogs erstmals in der Definitive Edition für macOS, die Portierung übernahm der britische Entwickler Feral Interactive.

## Rezeption
Das Spiel erhielt meist positive Kritiken und besitzt auf Metacritic einen Wertungsschnitt von 81 % für Windows, 80 % für Xbox 360 und 83 % für PlayStation 3. Colin Moriarty von IGN urteilte: “A few finicky issues aside, Sleeping Dogs has proven itself worthy of joining the top class of open-world sandbox games revolutionized by the likes of Grand Theft Auto IV and currently topped by more recent additions like Saints Row: The Third.” (deutsch: „Wenn man ein paar kleinkarierte Mängel außer Acht lässt, hat sich Sleeping Dogs würdig erwiesen für die Topriege der Open-World-Sandbox-Spiele, die von Titel wie Grand Theft Auto 4 revolutioniert und nun von jüngeren Veröffentlichungen wie Saints Row: The Third maßgeblich vorangetrieben werden.“)
Bis November 2012 verkaufte sich das Spiel etwa 1,5 Millionen Mal. Sleeping Dogs erfüllte damit nicht die Umsatzerwartungen des Publishers, wurde von Square Enix’ Geschäftsführer Yoichi Wada aber dennoch gegen Kritik verteidigt. Spiele wie Sleeping Dogs hätten das Potential, sich im westlichen Markt über einen langen Zeitraum zu verkaufen. Bei der Präsentation des Geschäftsberichts 2013 bezeichnete das Unternehmen Sleeping Dogs zusammen mit Tomb Raider und Hitman: Absolution schließlich als Fehlschlag. Wegen des damit verbundenen Umsatzrückgangs und operativen Verlusts trat Wada, der seit seiner Berufung zum CEO von Square im Jahr 2000 an der Konzernspitze stand, von der Geschäftsführung zurück.
2013 arbeitete United Front Games an Konzepten für eine Fortsetzung. Schauplatz sollte die Metropolregion des Perlflussdeltas sein, zu der auch Hong Kong zählt. Neben Wei Shen sollte mit Henry Fang eine zweite Hauptfigur mit alternativem Missionsverlauf eingeführt werden. Das Konzept sah unter anderem die Verknüpfung mit einem – auch losgelöst vom Konsolentitel spielbaren – Mobile Game vor, das Auswirkungen auf das Spielerlebnis des Konsolentitels haben sollte. Außer einigen technischen Prototypen für den Proof of Concept war das Projekt jedoch noch nicht sehr weit fortgeschritten und in vielen Detailpunkte noch im Fluss. Ende 2013 wurden die Pläne für eine direkte Fortsetzung schließlich aufgegeben, da Square Enix den Fokus seiner Investitionen auf seine etablierten Marken Hitman und Tomb Raider lenkte. Stattdessen kündigten Square Enix und United Front Games mit Triad Wars einen auf Sleeping Dogs aufbauenden Ableger an, der einige der Konzeptideen aufgreifen sollten. Der mit einem Free-to-play-Geschäftsmodell angekündigte Titel sollte das Spielprinzip der Vorlage in einen Online-Mehrspieler-Modus transferieren, in dem sich die Spieler als Triadenmitglieder Wettrennen und Kämpfe mit anderen Mitspielern liefern können. Das Spiel wurde nach einer geschlossenen Betatestphase im Jahr 2015 eingestellt, da die Rückmeldungen der Testspieler weniger positiv als erhofft waren. Im Oktober 2016 musste United Front Games den Geschäftsbetrieb einstellen.
Im März 2017 wurden Pläne für eine Verfilmung des Spiels durch die Produktionsfirma Original Film (Fast & Furious) und mit Schauspieler Donnie Yen in der Hauptrolle bekannt.